# Фонтан на Четирите реки
Фонтанът на Четирите реки се намира на площад Навона в Рим. Създаден е по поръчка на папа Инокентий X от Лоренцо Бернини през 1651 г. Мъжките фигури във фонтана символизират четирите реки – Нил, Ганг, Дунав и Рио де ла Плата.
През 1644 г. папа Инокентий X решава да издигне до семейния Дворец Памфили египетски обелиск, донесен в Рим от император Каракала. Обявен е конкурс за най-добър проект, но великият Бернини не е допуснат за участие по молба на неприятели. Въпреки това Бернини изготвя проект за фонтана, разполагайки около обелиска статуи на речните богове на главните реки в четирите части на света (Нил, Ганг, Дунав и Рио де ла Плата). Неговият покровител Людовизи, като съпруг на племенницата на папата, поставя макет на фонтана в столовата, където папата обядва. Инокентий е поразен от проекта. Отменя конкурса и възлага на Бернини да се заеме с изграждането на фонтана.
Фонтанът на Четирите реки, също както и фонтаните Ди Треви и Баркача, черпи вода от древния акведукт Аква Вирго.